# Contrada della Torre
La Contrada della Torre è una delle diciassette suddivisioni storiche della città toscana di Siena. Prende parte al Palio di Siena.

## Territorio

### Le strade all'epoca del Bando
Il Bando di Violante di Baviera (1730) determina la suddivisione territoriale delle diciassette Contrade di Siena facendo riferimento ai palazzi e ai loro proprietari dell'epoca, basandosi quindi sulle costruzioni più che sulle strade. Esso viene ancora oggi considerato la disposizione di base per determinare gli effettivi confini delle Contrade. Secondo il Bando relativo alla Nuova divisione dei confini delle Contrade, il territorio della Contrada della Torre è delimitato dalle seguenti vie e palazzi:
"Torre. n. 7 - Dal palazzo del signor Capitano di Giustizia inclusivo, entri in Salicotto con prendere da ambe le parti detta strada e mezzo il Mercato vecchio per quella parte, ed arrivando al fine di detta strada di Salicotto volti per la strada che porta alla chiesa di San Martino, tenendo per quella a sinistra solamente; pervenuta alle scale di detta chiesa svolti nella via di Pantaneto, tenendo solo dalla parte del collegio Tolomei, abbracciando quel palazzo, pel Chiasso largo si porti in piazza fino alla capella, intendendovisi comprese le strade di S. Giusto, il Realto ed altre dentro il detto recinto."

### Le strade ai nostri giorni
Nel territorio della Contrada della Torre si trova parte di quello anticamente incluso nella Contrada della Spadaforte e la totalità di quello della Contrada della Vipera, due delle contrade soppresse.
Le strade attualmente facenti parte del territorio della Torre sono:
- via di Salicotto
- via Rinaldini (parte)
- Banchi di Sotto (parte)
- piazza del Mercato (parte)
- via degli Archi
- via delle Logge del Papa (parte)
- via del Porrione (parte)
- via San Martino (parte)
- via del Luparello

- via dei Malcontenti
- vicolo delle Scalelle
- vicolo del Contradino
- vicolo di Coda
- vicolo delle Scotte
- vicolo dell'Oro
- vicolo della Fortuna
- vicolo del Vannello
- vicolo della Manna
- via del Rialto

## Rapporti con le Contrade

### Alleanze sciolte
- Chiocciola, dal 1689 al 1972
- Leocorno, dal 1793 al 1980
- Selva, dal 1790 al 1960
- Tartuca, dal 1689 al 1933

### Rivalità passate
- Nicchio, dal 1882 al 1934

### La rivalità con l'Oca
La vittoria da parte della Torre del Palio del 16 agosto 2005 con l'accoppiata Luigi Bruschelli-Berio, oltre a togliere la cuffia, ha letteralmente confermato una maledizione che aveva anni prima colpito la Contrada di Salicotto.
Dopo la vittoria ottenuta dalla Torre il 16 agosto 1961 con Giorgio Terni detto  Vittorino su Salomè de Mores, i torraioli diedero sfogo alla propria gioia. Al culmine della festa, per schernire la rivale Oca, spennarono vive 43 oche (tante quanti erano i successi della Torre), le cui penne furono sparse dal vento per tutta la città. Giunte anche nel territorio dell'Oca, furono notate da don Duilio Bani, storico correttore (parroco) della contrada, che non digerì il gesto e lanciò un pesantissimo anatema sui torraioli: esso prevedeva che sarebbero restati senza vittorie per tanti anni quante oche avevano spennato.
Il fato ha voluto che tale predizione si avverasse per intero, e con un anno in più, 44. E, quando tale maledizione è stata sconfitta, la Torre ha colto curiosamente la sua 44ª vittoria al palio.
Quella fra Oca e Torre è l'unica rivalità fra Contrade non confinanti ed è sicuramente fra le più accese e sentite. Stabilire i motivi di una tale inimicizia non è semplice: presumibilmente liti dovute ad interessi economici divergenti degenerarono dando vita ai primi rancori, poi consolidatisi in una reciproca lotta per la supremazia cittadina.
A cementare l'inimicizia ha sicuramente contribuito il Palio di Siena con le sue mille vicende, fatte di ripicche e tradimenti. Già nell'Ottocento le due Contrade si contendevano in ogni occasione il Gobbo Saragiolo (al secolo Francesco Santini), apprezzato fantino, all'epoca autentico re della Piazza: costui, indifferente all'inimicizia e fedele all'etica mercenaria, vinse tre volte per l'Oca e ben cinque volte per la Torre.
Nonostante negli anni vi siano stati vari tentativi di riappacificazione (l'ultimo risalente ai primi del Novecento), l'inimicizia non è mai rientrata.

### La rivalità con l'Onda
Quello fra Onda e Torre rappresenta un caso unico nelle dinamiche paliesche, essendo l'unico caso di rivalità unilaterale: l'Onda non viene infatti riconosciuta ufficialmente come rivale dalla Torre.
Le origini dei contrasti tra queste due contrade risalgano agli albori della festa (intorno al 1559). Fra le rivalità senesi questa è fra le più convulse, visto che tra le due Contrade i rapporti sono sempre stati altalenanti: dai cruenti scontri seicenteschi, che provocarono addirittura delle vittime, si giunse a lunghi periodi di tregua e di vera e propria alleanza, a partire dalla "pace" (imposta dalle autorità e mai accettata nel segno della tradizione) del 1713. Ma la rivalità riesplose in seguito ai fatti del Palio del 3 luglio 1930: all'epoca Onda e Torre erano alleate e i loro rapporti ottimi, specie dopo che la Contrada di Malborghetto si era allontanata dall'Oca, in seguito ad alcune incomprensioni avvenute negli anni venti. In quell'occasione la Torre, avendo ricevuto in sorte il veloce Burattino, contava di rompere un digiuno ventennale e chiese l'appoggio dell'alleata. Ma l'Onda, nonostante avesse vinto appena due anni prima, non voleva rinunciare ad un probabile successo, grazie soprattutto al fatto che la cavalla ricevuta in sorte, Lina, era uno tra i migliori soggetti del lotto.
L'Oca approfittò della situazione e, per evitare la vittoria dell'odiata Torre, propose all'Onda di scambiare i fantini. L'Onda accettò di buon grado, così Romolo Maggi detto Sgonfio passò col giubbetto di Fontebranda, da cui arrivò il blasonato Angelo Meloni detto Picino. La Torre si sentì così tradita dall'Onda e bastò una scintilla durante una prova per dar vita a degli scontri durissimi fra i popoli delle due Contrade. La tensione si mantenne alta anche dopo la vittoria ondaiola in quella carriera. Secondo altre testimonianze, i rapporti fra Onda e Torre si deteriorarono ancora più per dei rapporti molto tesi fra importanti famiglie delle due Contrade.
Negli ultimi anni, sebbene la dirigenza della Torre abbia continuato a tenere un atteggiamento di apparente indifferenza verso l'Onda, non sono mancati i momenti di tensione tra i due popoli come ad esempio alla fine del Palio del 17 agosto 2015 che ha visto un fronteggiamento tra contradaioli nei pressi della curva del Casato.

## Cronistoria delle vittorie
| N° vittoria                   | Data              | Fantino                                 | Cavallo                          |
| ----------------------------- | ----------------- | --------------------------------------- | -------------------------------- |
| 1                             | 2 luglio 1652     | ?                                       |                                  |
| 2                             | 2 luglio 1656     | Simone Mastacchi detto Mone             |                                  |
| 3                             | 2 luglio 1657     | ?                                       |                                  |
| 4                             | 2 luglio 1660     | Pavolo Roncucci detto Pavolino          |                                  |
| 5                             | 2 luglio 1665     | Giovan Battista Landi detto Granchio    |                                  |
| 6                             | 4 luglio 1684     | Giuseppe Maria Bartaletti detto Strega  |                                  |
| Vittorie nel XVII secolo: 6   |                   |                                         |                                  |
| 7                             | 2 luglio 1717     | Giuseppe Maria Bartaletti detto Strega  | Gioia                            |
| 8                             | 17 agosto 1752    | Francesco Manganelli detto Checchino    | Falbo del Papi                   |
| 9                             | 2 luglio 1762     | Francesco Manganelli detto Checchino    | Castagno del Ricci               |
| 10                            | 16 agosto 1764    | Francesco Manganelli detto Checchino    | Stornello del Falorsi            |
| 11                            | 14 maggio 1767    | Mattia Mancini detto Bastiancino        | Castagno del Ricci               |
| 12                            | 2 luglio 1776     | Giuseppe Amaddii detto Batticulo        | Morello del Gambassi             |
| 13                            | 2 luglio 1783     | Tommaso Felloni detto Biggéri           | Morello del Nepi                 |
| 14                            | 16 agosto 1784    | Angelo Giusti detto Ciocio              | Rosso (scosso)                   |
| 15                            | 2 luglio 1787     | Agostino Lippi detto Groppasecca        | Sauro sfaccettato del Nepi       |
| 16                            | 16 agosto 1787    | Agostino Lippi detto Groppasecca        | Baio dorato del Nepi             |
| 17                            | 17 agosto 1795    | Tommaso Felloni detto Biggéri           | Morello del Baldini              |
| 18                            | 16 agosto 1796    | Tommaso Felloni detto Biggéri           | Morello del Ceccarelli           |
| Vittorie nel XVIII secolo: 12 |                   |                                         |                                  |
| 19                            | 14 maggio 1809    | Tommaso Felloni detto Biggéri           | Baio scuro del Manetti           |
| 20                            | 2 luglio 1811     | Giovan Battista Paradisi detto Pettiere | Baio dorato del Ricci            |
| 21                            | 17 agosto 1814    | Francesco Giuseppe Bini detto Ciccina   | Baio scuro del Pagliai           |
| 22                            | 16 agosto 1816    | Niccolò Chiarini detto Caino            | Baio dorato di Riccio            |
| 23                            | 18 agosto 1822    | Giovan Battista Lanini detto Mugnaino   | Baio scuro del Pagliai           |
| 24                            | 3 luglio 1825     | Francesco Giuseppe Bini detto Ciccina   | Morello del Felli                |
| 25                            | 2 luglio 1829     | Francesco Santini detto Gobbo Saragiolo | Morello bruciato del Coppi       |
| 26                            | 16 agosto 1831    | Carlo Brandani detto Brutto             | Baio dorato del Batazzi          |
| 27                            | 17 agosto 1835    | Francesco Santini detto Gobbo Saragiolo | Morello dello Iacopi             |
| 28                            | 16 agosto 1839    | Francesco Santini detto Gobbo Saragiolo | Morello del Buoni                |
| 29                            | 16 agosto 1843    | Francesco Santini detto Gobbo Saragiolo | Morello del Riccucci             |
| 30                            | 3 luglio 1853     | Francesco Santini detto Gobbo Saragiolo | Baio scuro del Bandini           |
| 31                            | 17 agosto 1856    | Giuseppe Buoni detto Figlio di Bonino   | Morello del Franci               |
| 32                            | 15 agosto 1864    | Agostino Pieri detto Pilesse            | Baio scuro dell'Amaddii (scosso) |
| 33                            | 4 luglio 1875     | Agostino Pieri detto Pilesse            | Storno del Pisani                |
| 34                            | 16 agosto 1882    | Genesio Sampieri detto Il Moro          | Morello del Carlini              |
| 35                            | 16 agosto 1893    | Francesco Ceppatelli detto Tabarre      | Lampino                          |
| 36                            | 2 luglio 1895     | Francesco Ceppatelli detto Tabarre      | Otello                           |
| 37                            | 2 luglio 1896     | Domenico Fradiacono detto Scansino      | Farfallino                       |
| 38                            | 25 agosto 1896    | Domenico Fradiacono detto Scansino      | Febo                             |
| Vittorie nel XIX secolo: 20   |                   |                                         |                                  |
| 39                            | 16 agosto 1905    | Guido Sampieri detto Fulmine            | Gobba                            |
| 40                            | 13 settembre 1910 | Domenico Leoni detto Moro               | Gobba                            |
| 41                            | 16 agosto 1939    | Fernando Leoni detto Ganascia           | Giacchino                        |
| 42                            | 16 agosto 1947    | Fernando Leoni detto Ganascia           | Piero                            |
| 43                            | 16 agosto 1961    | Giorgio Terni detto Vittorino           | Salomè de Mores                  |
| Vittorie nel XX secolo: 5     |                   |                                         |                                  |
| 44                            | 16 agosto 2005    | Luigi Bruschelli detto Trecciolino      | Berio                            |
| 45                            | 2 luglio 2015     | Andrea Mari detto Brio                  | Morosita Prima                   |
| Vittorie nel XXI secolo: 2    |                   |                                         |                                  |

La Torre si attribuisce altre sei vittorie, non riconosciute dal Comune:
1. 25 luglio 1599: prima bufalata senese, la cui maggioranza delle fonti attribuisce all'Onda ma che comunque la Torre annovera tra le proprie vittorie (grazie al fantino Nottolone)
2. 2 settembre 1601: bufalata vinta dal fantino Sgaraglia (o Sgaruglione)
3. 2 settembre 1602: bufalata vinta dal fantino Nottolone
4. 15 settembre 1621: bufalata vinta dal fantino Meio
5. 15 settembre 1635: bufalata vinta dal fantino Branchino (o Pacchino)
6. 15 settembre 1640: bufalata vinta dal fantino Santone

## Galleria d'immagini

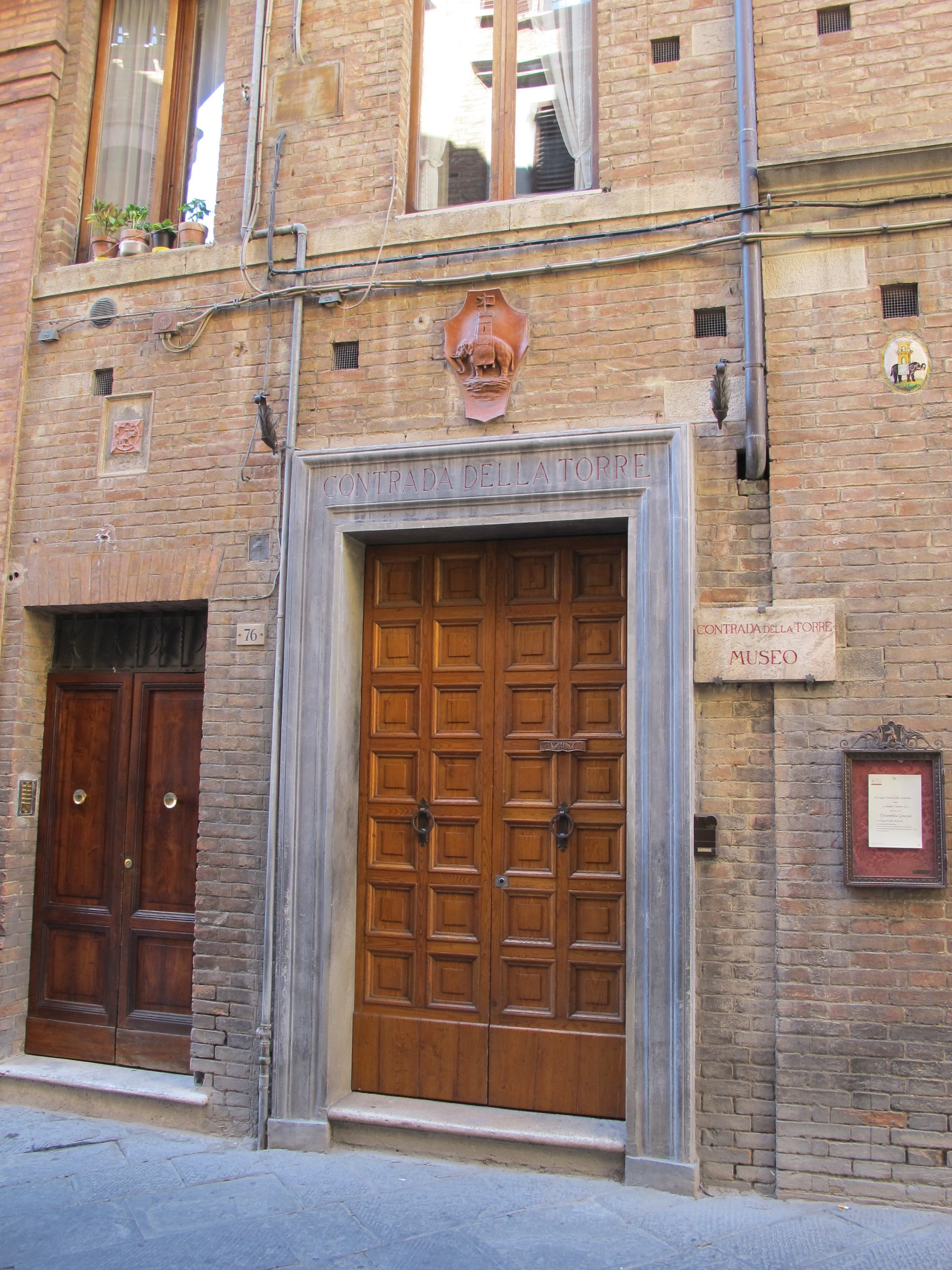
Il Museo della contrada della Torre
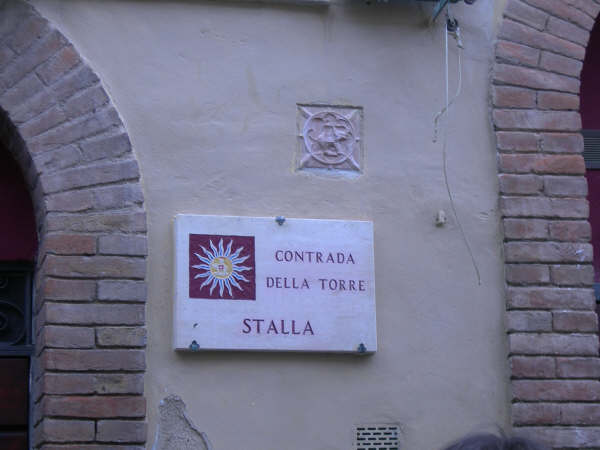
La stalla della contrada
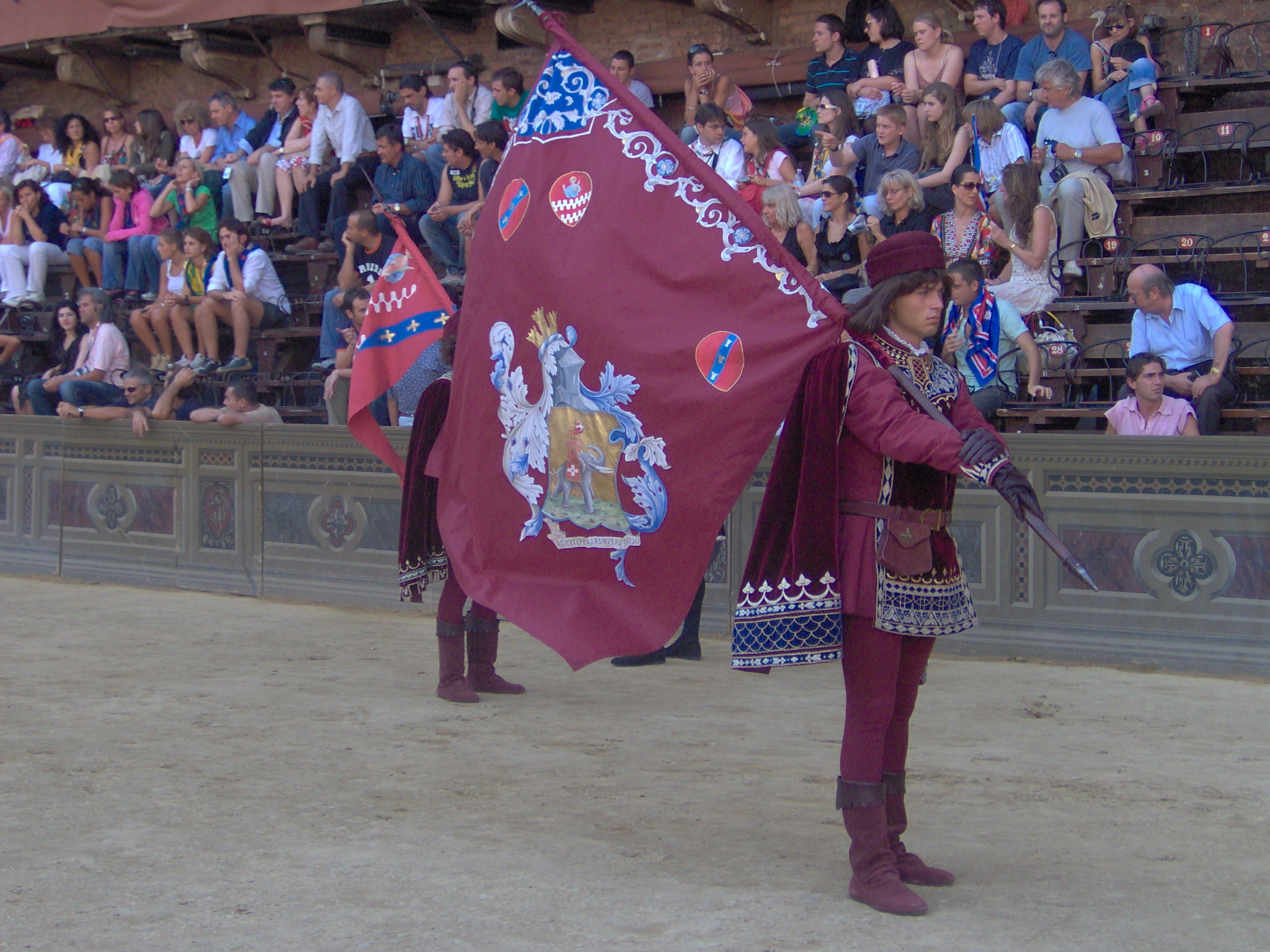
Il paggio maggiore della Torre
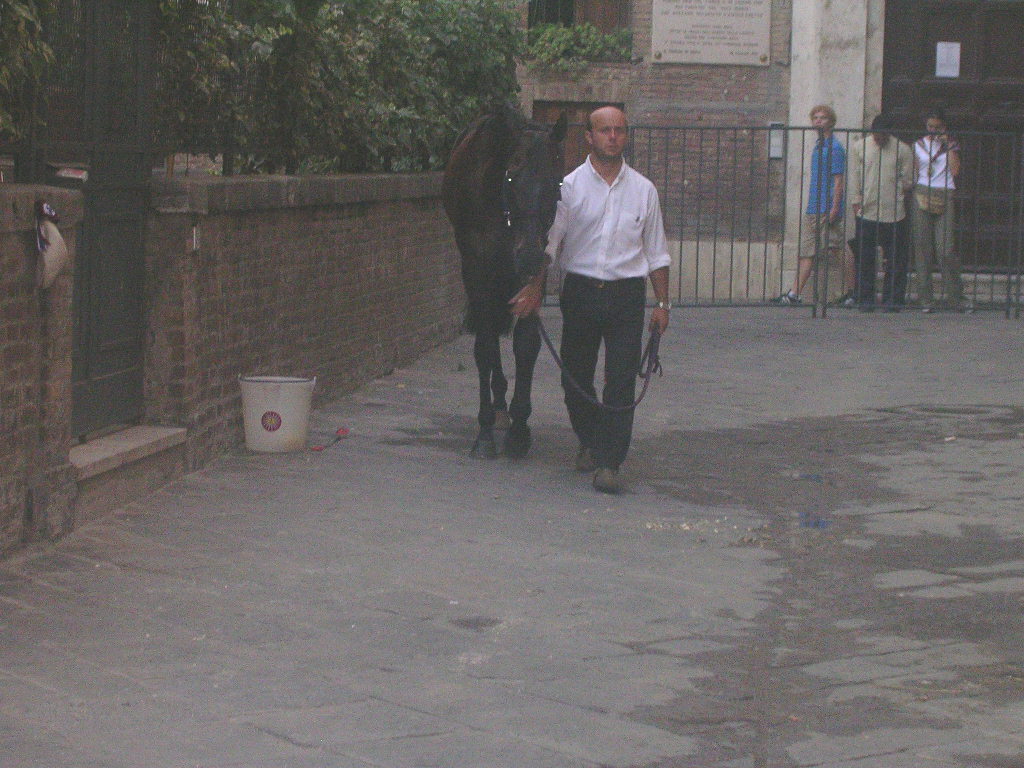
Il cavallo Desmon con il barbaresco il 2 luglio 2006